# العلاقات التشيكية البريطانية
العلاقات التشيكية البريطانية هي العلاقات الثنائية التي تجمع بين التشيك والمملكة المتحدة.

## مقارنة بين البلدين
هذه مقارنة عامة ومرجعية للدولتين:
| وجه المقارنة                                              | التشيك                                                                            | المملكة المتحدة                 |
| --------------------------------------------------------- | --------------------------------------------------------------------------------- | ------------------------------- |
| المساحة (كم2)                                             | 78.87 ألف                                                                         | 242.50 ألف                      |
| عدد السكان (نسمة)                                         | 10.52 مليون                                                                       | 66.02 مليون                     |
| الكثافة السكانية (ن./كم²)                                 | 133.38                                                                            | 272.25                          |
| العاصمة                                                   | براغ                                                                              | لندن                            |
| اللغة الرسمية                                             | اللغة التشيكية                                                                    | لغة إنجليزية، اللغة الويلزية    |
| العملة                                                    | كرونة تشيكية، كرونة تشيكوسلوفاكية                                                 | جنيه إسترليني                   |
| الناتج المحلي الإجمالي (بليون دولار)                      | 215.73 مليار                                                                      | 2.62 تريليون                    |
| الناتج المحلي الإجمالي (تعادل القوة الشرائية) بليون دولار | 356.15 مليار                                                                      | 2.72 تريليون                    |
| الناتج المحلي الإجمالي الاسمي للفرد دولار أمريكي          | 17.55 ألف                                                                         | 43.88 ألف                       |
| الناتج المحلي الإجمالي للفرد دولار أمريكي                 | 31.19 ألف                                                                         | 40.23 ألف                       |
| مؤشر التنمية البشرية                                      | 0.878                                                                             | 0.907                           |
| رمز المكالمات الدولي                                      | +420                                                                              | +44                             |
| رمز الإنترنت                                              | .cz                                                                               | .uk، .gb                        |
| المنطقة الزمنية                                           | ت ع م+01:00، ت ع م+02:00، توقيت وسط أوروبا، توقيت وسط أوروبا الصيفي، أوروبا/براغ ‏ | توقيت غرينيتش، توقيت غرب أوروبا |

## مدن متوأمة
في ما يلي قائمة باتفاقيات التوأمة بين مدن تشيكية وبريطانية:
- ترتبط يتشين مع King's Lynn [الإنجليزية]‏ باتفاقية توأمة.
- ترتبط ناخود مع وارينغتون باتفاقية توأمة.
- ترتبط ماريانسكي لازني مع مالفرن باتفاقية توأمة منذ 1978.
- ترتبط باردوبيتسه مع لوثيان الشرقية باتفاقية توأمة منذ 2008.[16][17][18][19]
- ترتبط ملادا بوليسلاف مع King's Lynn [الإنجليزية]‏ باتفاقية توأمة.
- ترتبط تشيسكي كروملوف مع Llanwrtyd Wells [الإنجليزية]‏ باتفاقية توأمة.
- ترتبط هافروف مع هارلو باتفاقية توأمة.
- ترتبط Roudnice nad Labem [الإنجليزية]‏ مع Banbridge [الإنجليزية]‏ باتفاقية توأمة منذ 2004.
- ترتبط سوشيتسا مع Sherborne [الإنجليزية]‏ باتفاقية توأمة.
- ترتبط برنو مع ليدز [الإنجليزية]‏ باتفاقية توأمة منذ 1973.
- ترتبط ليديتشي مع كوفنتري باتفاقية توأمة.
- ترتبط ريتشاني مع وايتستابل باتفاقية توأمة.
- ترتبط أوسترافا مع كوفنتري باتفاقية توأمة منذ 1971.
- ترتبط أوستي ناد لابم مع Borough of Halton [الإنجليزية]‏ باتفاقية توأمة منذ 1970.

## منظمات دولية مشتركة
يشترك البلدان في عضوية مجموعة من المنظمات الدولية، منها:
| علم المنظمة | اسم المنظمة                               | تاريخ انضمام التشيك | تاريخ انضمام المملكة المتحدة |
| ----------- | ----------------------------------------- | ------------------- | ---------------------------- |
|             | المنظمة الأوروبية لسلامة الملاحة الجوية   | 1996                | 1960                         |
|             | المرصد الأوروبي الجنوبي                   | 2007                | 2002                         |
|             | منظمة الشرطة الجنائية الدولية             | ?                   | ?                            |
|             | الاتحاد البريدي العالمي                   | ?                   | ?                            |
|             | مركز تنسيق الحركة في أوروبا ‏              | ?                   | ?                            |
|             | حلف شمال الأطلسي                          | 12 مارس 1999        | 4 أبريل 1949                 |
|             | منظمة التجارة العالمية                    | ?                   | 1995                         |
|             | منظمة التعاون الاقتصادي والتنمية          | ?                   | 2 مايو 1961                  |
|             | الفريق المعني برصد الأرض                  | ?                   | ?                            |
|             | مجموعة الموردين النوويين                  | ?                   | ?                            |
|             | مؤسسة التنمية الدولية                     | 1993                | 24 سبتمبر 1960               |
|             | اتفاقية السماوات المفتوحة                 | ?                   | ?                            |
|             | منظمة الأمن والتعاون في أوروبا            | 1993                | 25 يونيو 1973                |
|             | الوكالة الدولية للطاقة                    | ?                   | ?                            |
|             | مجلس أوروبا                               | ?                   | 5 مايو 1949                  |
|             | مؤسسة التمويل الدولية                     | 1993                | 20 يوليو 1956                |
|             | منظمة حظر الأسلحة الكيميائية              | ?                   | ?                            |
|             | الأمم المتحدة                             | 19 يناير 1993       | 24 أكتوبر 1945               |
|             | الاتحاد الدولي للاتصالات                  | 1993                | 24 فبراير 1871               |
|             | الاتحاد الأوروبي                          | 1 مايو 2004         | 1973                         |
|             | البنك الدولي للإنشاء والتعمير             | 1993                | 27 ديسمبر 1945               |
|             | مجموعة أستراليا                           | 1994                | 1985                         |
|             | المركز الدولي لتسوية المنازعات الاستشارية | 22 أبريل 1993       | 18 يناير 1967                |
|             | وكالة الفضاء الأوروبية                    | ?                   | 28 مارس 1978                 |
|             | وكالة ضمان الاستثمار متعدد الأطراف        | 1993                | 12 أبريل 1988                |
|             | نظام تحكم تكنولوجيا القذائف               | 1998                | 1987                         |
|             | يونسكو                                    | 22 فبراير 1993      | 4 نوفمبر 1946                |

## أعلام
هذه قائمة لبعض الشخصيات التي تربطها علاقات بالبلدين:
- أوسكار كوكوشكا (1 مارس 1886[32][33][34] – 22 فبراير 1980[32][33][34])
- توم كارين (القرن العشرين – )
- مارتن فليشمان (كيميائي بريطاني، 29 مارس 1927[35] – 3 أغسطس 2012[35])
- والتر ترايير (25 يونيو 1890[36][37][38] – 8 يوليو 1951[36][39][40])

## وصلات خارجية
- موقع وزارة الخارجية التشيكية
- موقع وزارة الخارجية البريطانية